# Всемирный ядерный университет
Всемирный ядерный университет — партнёрство нескольких международных организаций в ядерной энергетике, таких как Всемирная ядерная ассоциация (World Nuclear Association), Международное агентство атомной энергии, Агентство по ядерной энергии Организации по экономическому содействию и развитию (OECD-NEA) и ВАО-АЭС (WANO).
Всемирный ядерный университет создан с образовательными целями в 2003 году в честь 50-летия инициативы президента США Д. Эйзенхауэра «Атом для мира» и признаётся Комиссией ООН по устойчивому развитию (CSD) в качестве «Партнёрства во имя устойчивого развития».
Университет — некоммерческая организация, которая работает над рядом образовательных программ по всему миру. По состоянию на сентябрь 2011 года, более 2200 специалистов ядерной отрасли и студентов из более 60 стран приняли участие в программах ВЯУ. Большинство из этих программ специализировано для профессионалов, уже работающих в ядерной энергетике и промышленности, направлены на расширение знаний в области применения мирных ядерных технологий. Многие из этих образовательных программ направлены на создание навыков лидерства, а также на предоставление широкого взгляда на ключевые вопросы мирного применения ядерной энергии на международном уровне.